# Gmina Piecki
Die Gmina Piecki [ˈpjɛt͡ski] ist eine Landgemeinde im Powiat Mrągowski der Woiwodschaft Ermland-Masuren in Polen. Ihr Sitz ist das gleichnamige Dorf (deutsch Peitschendorf) mit etwa 3350 Einwohnern.

## Geographie

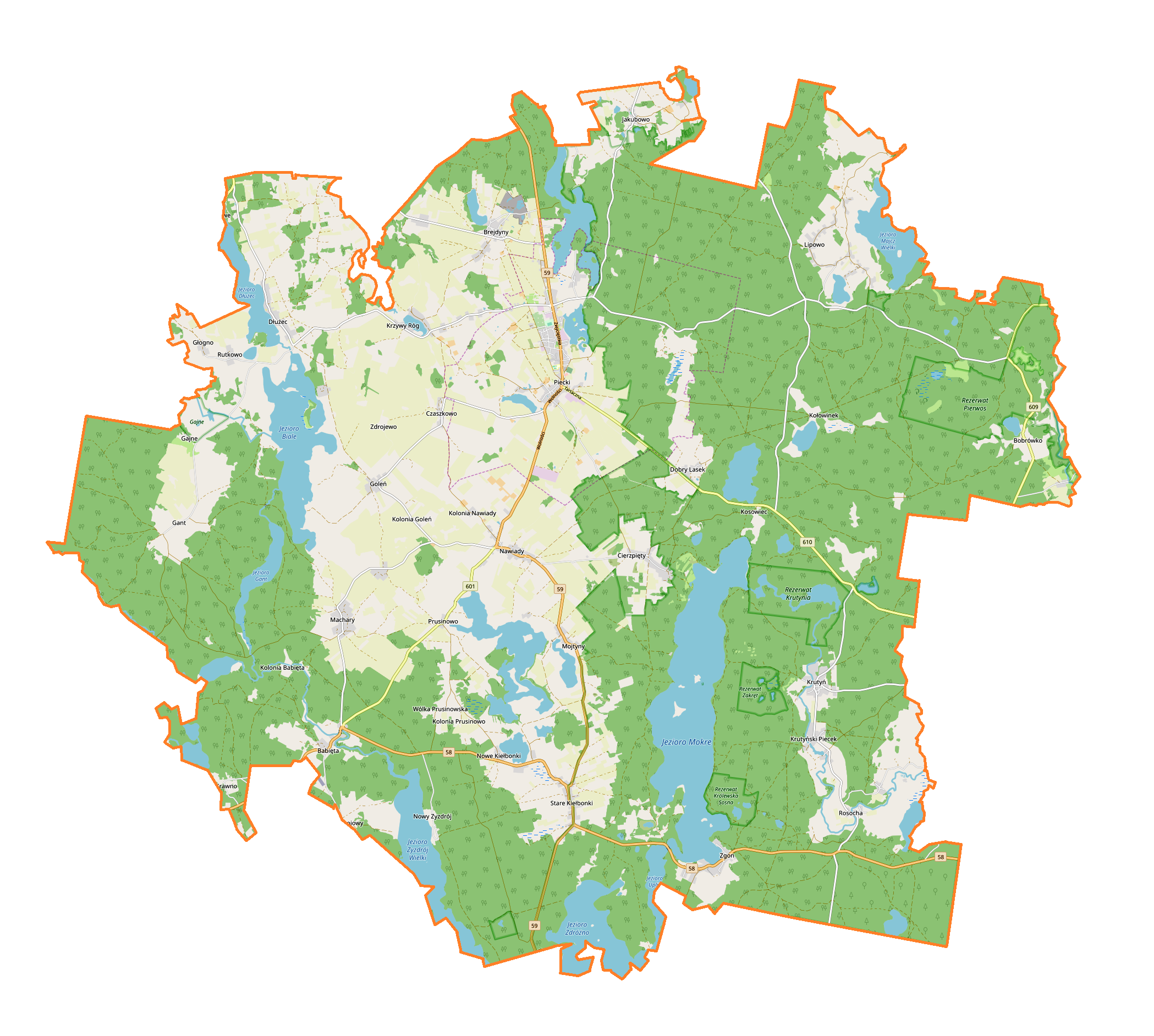
Karte der Gemeinde

Die Gemeinde liegt in der Mitte der Woiwodschaft. Die Stadt Olsztyn (Allenstein) liegt 50 Kilometer westlich. Nachbargemeinden sind im Powiat Mrągowski Sorkwity und Mrągowo im Norden und Mikołajki im Nordosten, im Powiat Piski Ruciane-Nida im Südosten, im Powiat Szczycieński Świętajno im Süden und Dźwierzuty im Westen.
Die Landgemeinde hat eine Fläche von 314,6 km², von der 29 Prozent land- und 51 Prozent forstwirtschaftlich genutzt werden.
Die Region gehört zur Masurischen Seenplatte. Größter See auf Gemeindegebiet ist der 846 Hektar große Jezioro Mokre (Muckersee). Zu den Fließgewässern gehören die Krutynia (Kruttinna) und die Dajna (Deine).

## Geschichte
Die Landgemeinde wurde 1973 aus verschiedenen Gromadas wieder gebildet. Ihr Gebiet gehörte von 1946 bis 1998 zur Woiwodschaft Olsztyn.
Am 26. Juni 1996 erhielt die Gemeinde ein neues Wappen.

## Gliederung
Zur Landgemeinde Piecki (gmina wiejska) gehören 24 Dörfer (deutsche Namen amtlich bis 1945) mit einem Schulzenamt (sołectwo):
- Babięta (Babienten, 1938–1945 Babenten)
- Bobrówko (Bubrowko, 1938–1945 Biebern)
- Brejdyny (Brödienen)
- Cierzpięty (Zollernhöhe)
- Dłużec (Langendorf)
- Dobry Lasek (Guttenwalde)
- Gant (Ganthen)
- Głogno (Glognau)
- Goleń (Gollingen)
- Jakubowo (Jakobsdorf)
- Krutyń (Kruttinnen)
- Krutyński Piecek (Kruttinnerofen)
- Lipowo (Lindendorf)
- Machary (Macharren)
- Mojtyny (Moythienen)
- Nawiady (Aweyden)
- Nowe Kiełbonki (Neu Kelbonken, 1938–1945 Neukelbunken)
- Piecki (Peitschendorf)
- Prusinowo (Pruschinowen, 1930–1945 Preußental)
- Rosocha (Jägerswalde)
- Stare Kiełbonki (Alt Kelbonken, 1938–1945 Altkelbunken)
- Szklarnia (Glashütte)
- Zgon (Sgonn, 1938–1945 Hirschen)
- Zyzdrojowy Piecek (Forsthaus Sysdroyofen)

Weiler und Ortsteile sind:
- Chostka (Chostka, 1930–1945: Walddorf)
- Czaszkowo (Zatzkowen, 1938–1945: Eisenack)
- Gajne (Gaynen)
- Jeleń
- Kołowin (Kollogienen, 1938–1945: Kalgienen)
- Kołowinek
- Kosowiec (Kollogienen, 1926–1945: Modersohn)
- Krawno (Krawno, 1938–1945: Kaddig)
- Krzywy Róg (Krummenort)
- Ławny Lasek (Lawnilassek, 1938–1945: Zieglershuben)
- Łętowo (Lentag)
- Mościska (Nikolaihorst/Nickelshorst, Forst)
- Mostek (Kleinbrück)
- Nowy Zyzdrój (Neu Sysdroy, 1938–1945 Neusixdroi)
- Ostrów Pieckowski (Peitschendorfswerder)
- Piersławek (Kleinort)
- Probark Mały (Klein Proberg)
- Rostek (Rostek, 1938–1945 Steinbruch)
- Rutkowo (Schönruttkowen, 1938–1945 Schönrauten)
- Świnie Oko (Eichelswalde)
- Wólka Prusinowska (Pruschinowenwolka, 1929–1945 Preußenort)
- Żabieniec (Probergswerder)
- Zakręt (Sakrent)
- Zdrojewo (Sdrojowen, 1930–1945: Bornfeld)
- Zielony Lasek (Grünheide)
- Zyzdrojowa Wola (Sysdrowolla, 1938–1945: Kranzhausen)

## Verkehr
Die Landesstraße DK59 durchzieht die Gemeinde von Nord nach Süd. Sie verläuft von Giżycko (Lötzen) über Ryn (Rhein), die Kreisstadt Mrągowo (Sensburg) und Piecki nach Rozogi (Friedrichshof). In West-Ost-Richtung führt die Landesstraße DK58 von Olsztynek (Hohenstein) über Szczytno (Ortelsburg) nach Pisz (Johannisburg). Sie kreuzt in Stare Kiełbonki (Alt Kelbonken) die DK59. Die Woiwodschaftsstraße DW610 führt von Ruciane-Nida (Rudczanny und Nieden) über Ukta (Alt Ukta) nach Piecki. Die DW601 verbindet die Orte Babięta (Babienten) und Nawiady (Aweyden) in der Gemeinde.
Der nächste Bahnhof befindet sich in der Kreisstadt Mrągowo. Bis 1945 bestanden die Bahnstationen Peitschendorf und Kruttinnen an der Bahnstrecke Sensburg–Rudczanny.
Die nächsten internationalen Flughäfen sind Danzig und Warschau.